# Pantelimon (Ilfov)
Pantelimon (pronunciació en romanès: [panteliˈmon]) és una ciutat del comtat d'Ilfov, Muntènia (Romania). La ciutat — vorejada per la capital romanesa, Bucarest, a l'oest — té una superfície de 134,83 km². El nom deriva del grec sant Panteleimon.

## Govern Local
L’Ajuntament de Pantelimon té 17 regidors. Actualment, el consistori té la següent composició del partit, sense que cap partit tingui la majoria absoluta.

## Demografia
La població de la ciutat, segons el cens del 2011, era de 23.309 persones, un augment respecte a les 16.019 persones del cens del 2002. El 2011, el 93,2% de la població era d'ètnia romanesa, el 5,9% de gitanos i el 0,9% d'altres.
Pantelimon està connectat amb Bucarest per petites empreses de transport que operen minibusos des de la ciutat a diverses ubicacions a l'est de Bucarest, on els passatgers poden canviar a RATB o al metro de Bucarest. L'estació de metro Pantelimon, el punt de partida est de la línia M1 del metro de Bucarest, es troba a l'extrem est de Bucarest, a prop de la ciutat de Pantelimon.

## Economia
Hi ha una fàbrica de cervesa a Pantelimon, propietat de la United Romanian Breweries — productora de les marques de cervesa Carlsberg i Tuborg.

## Fills il·lustres
- Nicolae Steinhardt